# とんでん

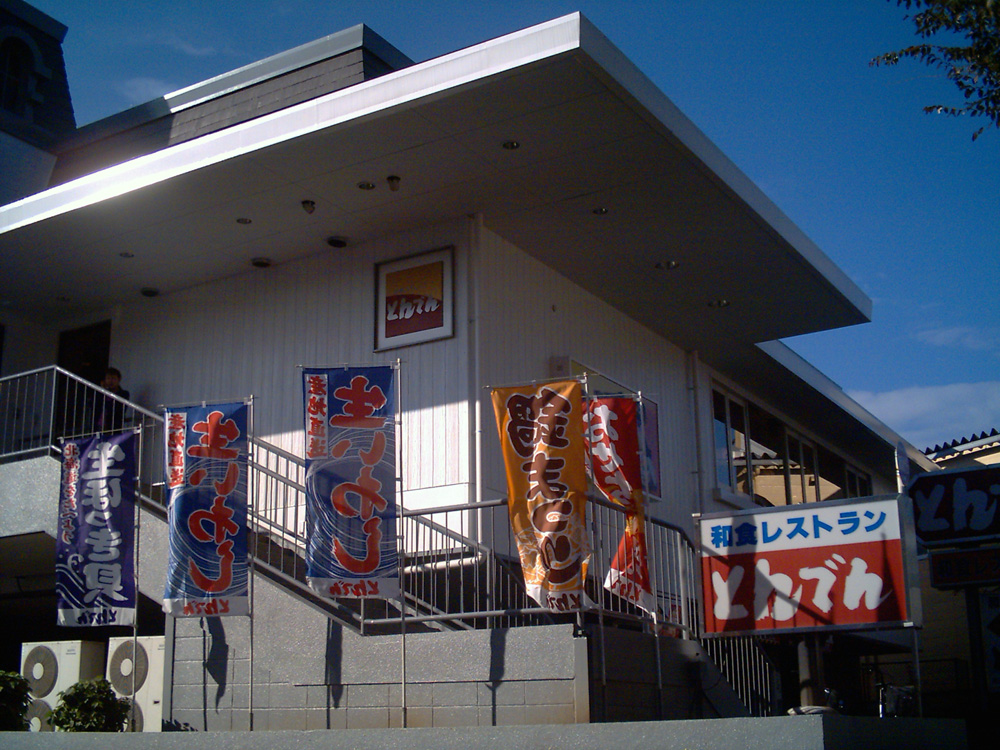
ロードサイド店舗

とんでん株式会社（英: Tonden Inc.）は、埼玉県さいたま市南区に本社を置く、北海道と関東地方を中心に和食レストランチェーン店「とんでん」を運営する企業。

## 概要

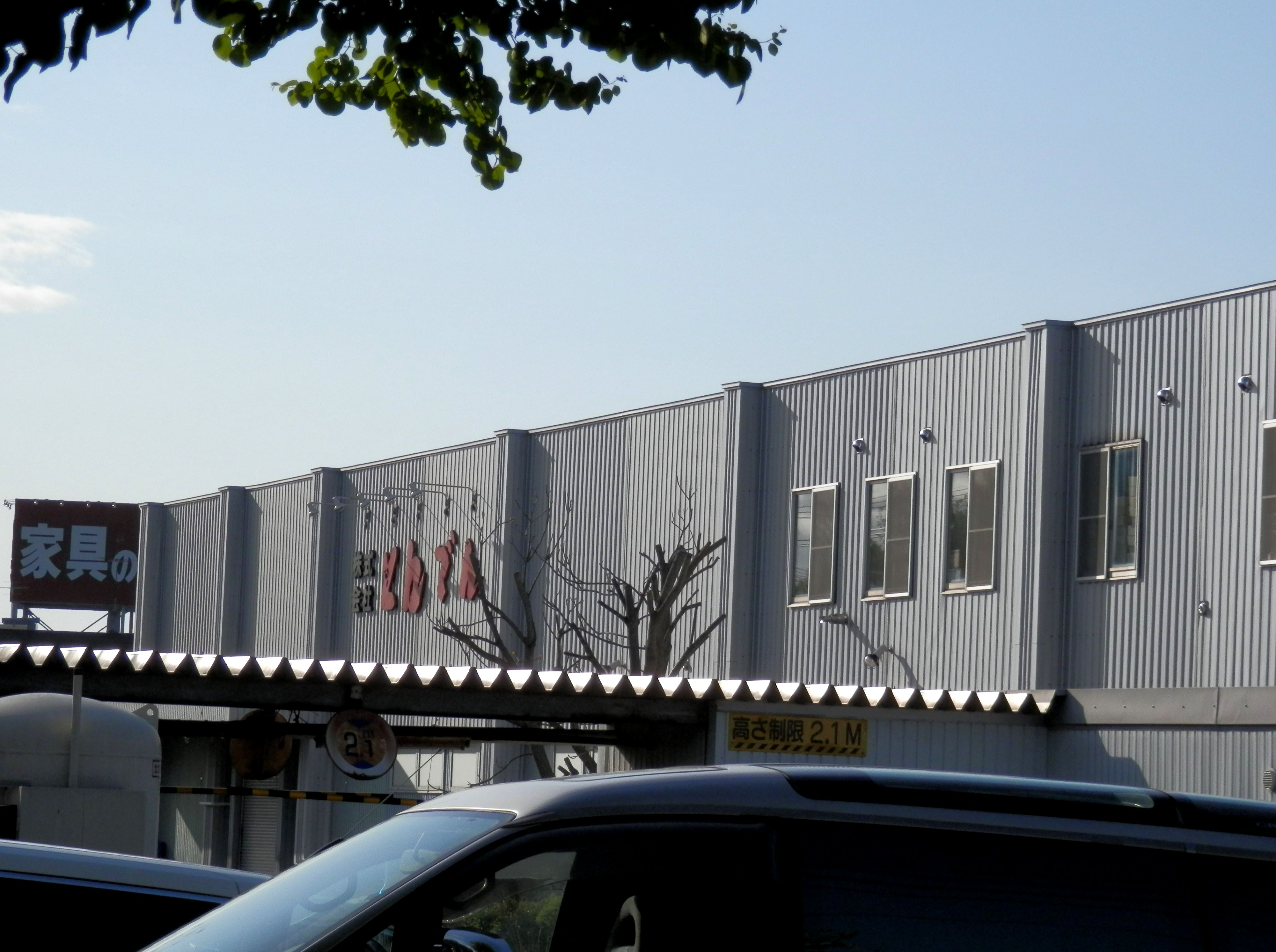
とんでん恵庭工場

1968年（昭和43年）に、長尾治により札幌市内で和菓子の製造販売業者として創業。1969年（昭和44年）11月に、株式会社化して、株式会社とんでん設立。社名は、北海道開拓の象徴的存在である屯田兵に由来している。経営理念は「大衆の中により深く豊かで楽しい生活の提供」。
1973年に「とんでん鮨」をオープン。1978年に現在のさいたま市内に「和食レストランとんでん」をオープンし、チェーン展開を始める。1985年、株式会社関東とんでんを設立するものの、1998年にはそれを合併。以前は製菓・製パン事業（とんでん製菓・デンマルク）も運営していたが、山崎製パンの北海道進出に伴い、北海道内の製菓事業を譲渡。製菓事業は、のちに関東にて和菓子製造販売を開始。現在に至る。
和食店かつ北海道に本部があることから、海産物のフェアを（いわし料理を中心に）展開することが多い。メニューは「三世代が楽しめる食事」を基本として味に妥協せず北海道内の食材を中心に仕入れており、鮨・天ぷら・蕎麦・茶碗蒸し・刺身・鍋料理などがある。またおせち料理の販売も行っている。

## 沿革
※ 会社沿革｜北海道生まれ 和食処とんでん（外部サイト）
- 1968年 - 株式会社とんでん創業。10円まんじゅうの販売。
- 1969年 - 北海道札幌市東区に、和洋生菓子製造販売の株式会社とんでん設立。
- 1973年 - 鮨部門の「とんでん鮨」1号店（北光店）開店。
- 1978年 - 「和食レストランとんでん」の1号店（浦和店）開店[注 1]。看板商品「ジャンボ茶わんむし」誕生。
- 1981年 - おせち料理販売開始。
- 1985年 - 株式会社関東とんでんを設立。
- 1990年 - 株式会社とんでん岩槻工場稼働。
- 1994年 - 「ファミリーレストランとんでん」から「和食レストランとんでん」に屋号変更。
- 1995年 - 屯田国際貿易（上海）有限公司 設立。
- 1998年 - 株式会社とんでんと株式会社関東とんでんが合併[1]。
- 2000年 - 長栄設備株式会社・株式会社とんでん製菓を設立。
- 2004年 - 日帰り温泉施設「湯けむりの丘・つきさむ温泉（外部サイト）」オープン。
- 2005年 - 株式会社とんでんと株式会社デンマルクが合併。
- 2011年 - おせち料理販売30周年。北海道恵庭工場、ISO取得。
- 2017年 - 新業態「しゃしゃぶと鮨とんでん」1号店開店。
- 2018年 - 株式会社とんでん（旧法人）は持株会社化に伴い、株式会社とんでんホールディングスに商号変更。株式会社とんでん（旧法人）の飲食店部門、食料品製造部門、温浴施設部門をとんでん株式会社（新法人）が承継。創業50周年を迎える。
- 2019年 - 株式会社とんでんホールディングスと株式会社とんでん製菓が合併。
- 2020年 - 「和食レストランとんでん」から「北海道生まれ和食処とんでん」に屋号変更。
- 2021年
  - 名物ジャンボ茶わんむしをモチーフにしたとんでんオリジナルキャラクター「ジャンボくん」誕生。
  - 公式オンラインショップを「とんでんおもてなし食堂」としてリニューアルオープン。
  - 「北海道生まれ 和食処とんでん」へのリブランドを開始、3年間で全店舗の転換を計画[2]。
- 2023年
  - 恵庭工場が「令和5年度（2023年）食品衛生優良店舗」受賞。
  - 名物ジャンボ茶わんむしが、「OMOTENASHI　SELECTION2023第2期」の特別賞受賞。

## 事業所
- 本社
  - 関東本社：さいたま市南区白幡1-14-15
  - 北海道本社：札幌市豊平区月寒東1-20-189-5
- 工場
  - 恵庭工場：北海道恵庭市戸磯616-2（登記上の本店所在地）
  - 岩槻工場：さいたま市岩槻区上野4-3-9
  - 上海工場：中国・上海市（屯田有限公司）
- 店舗数
  - 和食レストラン「とんでん」：関東94店舗、北海道18店舗　計112店舗（2011年7月現在）
  - 湯けむりの丘「つきさむ温泉」
- その他組織：株式会社長栄商事・とんでんビジネススクール・とんでん会・とんでんクラブ
- 主要取引銀行：旭川信用金庫、埼玉りそな銀行・武蔵野銀行・みずほ銀行

## 店舗一覧

### 北海道
- 札幌市エリア
  - 613川沿店（南区川沿）
  - 617清田店（清田区真栄）
  - 621厚別店（厚別区厚別中央）
  - 623西岡店（豊平区西岡）
  - 624麻生店（北区北40条西6）
  - 625北38条店（東区北38条東8）
  - 626南郷通店（白石区南郷通）
  - 628篠路店（北区篠路）
  - 629宮の森店（中央区宮の森）
  - 631森林公園店（厚別区厚別北）
  - 634手稲前田店（手稲区前田）
  - 636北12条店（東区北12条東8）
  - 637南16条店（中央区南16条西11）
  - 638月寒店（豊平区月寒中央通）
- 他のエリア
  - 619苫小牧店（苫小牧市新富町）
  - 620恵庭店（恵庭市戸磯）
  - 632岩見沢店（岩見沢市10条東3）
  - 635江別店（江別市野幌町）

### 東京都
- 23区エリア
  - 017志村小豆沢店（板橋区東坂下）
  - 037花畑店（足立区東保木間）
  - 076江北店（足立区江北）
  - 061東立石店（葛飾区東立石）
  - 062光が丘店（練馬区高松）
  - 079高島平店（板橋区西台）
  - 104石神井店（練馬区下石神井）
  - 112練馬関町店（練馬区関町南）

- 多摩エリア
  - 009日野店（日野市日野）
  - 043清瀬店（清瀬市野塩）
  - 045東久留米店（東久留米市前沢）
  - 049立川栄町店（立川市栄町）
  - 051青梅店（青梅市野上町）
  - 060羽村店（羽村市神明台）
  - 053昭島店（昭島市昭和町）
  - 071武蔵村山店（武蔵村山市学園）
  - 南成瀬店（町田市南成瀬）
  - 103八王子散田町店（八王子市散田町）

### 埼玉県
- さいたま市
  - 006原山店（緑区中尾）
  - 011東大宮店（見沼区東大宮）
  - 040白幡店（南区白幡）
  - 042浦和四谷店（南区四谷）
  - 050岩槻店（岩槻区東町）
  - 101大宮桜木町店（大宮区桜木町）

- 県南エリア
  - 013戸田店（戸田市新曽）
  - 014戸田中町店（戸田市中町）
  - 021川口芝店（川口市芝）
  - 026東川口店（川口市戸塚）
  - 030鳩ヶ谷店（川口市辻）
  - 082川口朝日町店（川口市朝日）

- 県西エリア
  - 015川越富士見店（川越市富士見町）
  - 016川越今成店（川越市今成）閉店
  - 031川越熊野店（川越市熊野町）
  - 039鶴ヶ島店（鶴ヶ島市上広谷）
  - 044狭山店（狭山市笹井）
  - 054和光店（和光市西大和団地）
  - 058新座店（新座市栗原）
  - 066狭山ヶ丘店（所沢市東狭山ケ丘）
  - 072所沢店（所沢市牛沼）
  - 074坂戸店（坂戸市南町）
  - 078三芳店（入間郡三芳町藤久保）

- 県東エリア
  - 004春日部店（春日部市増富）
  - 005蓮田店（蓮田市西新宿）
  - 007北越谷店（越谷市下間久里）
  - 020草加新田店（草加市清門町）
  - 036越谷店（越谷市谷中町）
  - 055春日部緑町店（春日部市緑町）
  - 057草加店（草加市草加）
  - 065三郷店（三郷市仁蔵）
  - 086越谷南荻島店（越谷市南荻島）

- 県北エリア
  - 002上尾店（上尾市日の出町）
  - 003桶川店（桶川市末広）
  - 008東松山店（東松山市新宿町）
  - 010深谷店（深谷市東方町）
  - 019北本店（北本市北本）
  - 025加須店（加須市諏訪）
  - 028熊谷店（熊谷市石原）
  - 032鴻巣店（鴻巣市人形町）
  - 038行田店（行田市桜町）
  - 095久喜店（久喜市本町）

### 神奈川県
- 052北鎌倉店（鎌倉市小袋谷）
- 056座間店（座間市入谷）
- 059大和店（大和市深見台）
- 064子母口店（川崎市高津区子母口）
- 068星が丘店（相模原市中央区星が丘）
- 070つきみ野店（大和市つきみ野）
- 080宿河原店（川崎市多摩区宿河原）
- 094相模が丘店（座間市相模が丘）
- 105相模原清新店（相模原市中央区清新）

### 千葉県
- 千葉市エリア
  - 046園生店（稲毛区園生町）
  - 047若松店（若葉区若松町）
  - 091幕張店（花見川区幕張町）
  - 100そが店（中央区南町）
  - 107千葉幸町店（美浜区幸町）
  - 111東寺山店（若葉区東寺山町）

- 浦安・市川・船橋エリア
  - 022鎌ヶ谷店（鎌ケ谷市東鎌ケ谷）
  - 023浦安店（浦安市東野）
  - 027習志野店（船橋市習志野）
  - 034本八幡店（市川市南八幡）
  - 084北習志野店（船橋市習志野台）

- 松戸・野田エリア
  - 069馬橋店（松戸市西馬橋幸町）
  - 087野田店（野田市山崎）
  - 099松戸店（松戸市小根本）

- 印旛・山武エリア
  - 035ユーカリが丘店（佐倉市上座）
  - 077成田店（成田市美郷台）
  - 093勝田台店（佐倉市井野）

- 房総エリア
  - 088木更津店（木更津市請西）
  - 090市原店（市原市八幡）
  - 096茂原店（茂原市小林）
  - 097君津店（君津市南子安）

### 群馬県
- 024渋川店（渋川市渋川）
- 081前橋店（前橋市西片貝町） 閉店
- 089高崎問屋町店（高崎市問屋町） 閉店

## 関連会社
- とんでん株式会社
- 株式会社長栄商事
- 株式会社なんしん（大宮物流センター）
- 屯田國際貿易（上海）有限公司
- 長栄食品（上海）有限公司